# 小日廷
50°40′36″N 26°20′31″E / 50.67667°N 26.34194°E
小日廷（烏克蘭語：Малий Житин），是烏克蘭西北部里夫内州里夫内区什帕尼夫市镇的村落。始建於1940年，面積0.86平方公里，海拔高度193米，2001年該村落人口522。